# یاخچی‌آباد
یاخچی‌آباد یا یاغچی‌آباد، از محله‌های جنوب شهر تهران است که در منطقه ۱۶ تهران و در جنوب محله نازی‌آباد و در شرق محله خانی آباد واقع شده‌است.
محله یاخچی‌آباد در جنوب غرب منطقه ۱۶ تهران واقع شده‌است. این محله از شمال به خیابان تولایی، از جنوب به بزرگراه آزادگان، از شرق به خیابان شهید رجایی و از غرب به خیابان بهمنیار محدود می‌شود.

## وجه تسمیه
یاخچی‌آباد جمعیت نسبتاً بالایی از ترک زبانان دارد و واژه یاخچی نیز در زبان آذری به معنی «خوب» است که به سرسبز بودن این محل اشاره دارد.  نام دیگری که بعد از یاخچی‌آباد بیشتر از دیگر نام‌ها به گوش می‌رسد «یاغچی‌آباد» است. «یاغ» واژه‌ای ترکی به معنای روغن است و از آنجا که این محله در نزدیکی کارخانه روغن‌نباتی قرار داشته به این نام شهرت پیدا کرده‌است. در سال‌های اخیر مسئولان شهرداری منطقه چند بار نام این محله را به عربی تغییر داده‌اند و از نام‌هایی چون رضوان، رجائیه و نازی‌آباد جنوبی استفاده کرده‌اند، اما بعد از مدتی نام «یاخچی‌آباد» بر نامگذاری جدید غالب شده‌است.

## اماکن مهم
میدان باربری (مهم‌ترین میدان محله)، بیمارستان مفرح (در خیابان بهمن‌یار)، بازار محله‌ای و سرای محله رضوان، راسته آهن‌فروشان، پاتوق محله (در بلوار اصلی محله)، سقاخانه شهدا، مجموعه ورزشی یادآوران.